# Heteroscada euritaea
Heteroscada euritaea är en fjärilsart som beskrevs av Dru Drury 1782. Heteroscada euritaea ingår i släktet Heteroscada och familjen praktfjärilar. Inga underarter finns listade i Catalogue of Life.